# Sainte-Alauzie
Sainte-Alauzie foi uma antiga comuna francesa na região administrativa de Occitânia, no departamento de Lot. Estendia-se por uma área de 12,22 km². Em 2010 a comuna tinha 137 habitantes (densidade: 11,2 hab./km²).
Em 1 de janeiro de 2017, ela foi incorporada ao território da nova comuna de Castelnau-Montratier-Sainte-Alauzie.